# Metasia bilineatella
Metasia bilineatella là một loài bướm đêm trong họ Crambidae.